# Historisch centrum van Ouro Preto
Vila Rica do Ouro Preto (Rijk dorp van het zwarte goud) of Ouro Prêto is een stad in Brazilië, gelegen in de deelstaat Minas Gerais in het Serra do Espinhaço-gebergte. De stad werd gesticht in 1698 en is groot geworden door de mijnbouw. Het historisch centrum staat op de Werelderfgoedlijst van Unesco vanwege de barokke architectuur die er in groten getale aanwezig is.

## Geschiedenis
Volgens een legende ontdekte in 1693 een mulatbediende in een Bandeirantes-expeditie, tijdens het drinken van een riviertje, enkele korrels zwart metaal. Deze korrels bleken goud te zijn, en na enkele jaren al bleken de ontdekte hoeveelheden de grootste te zijn van de Nieuwe Wereld. De goudkoorts verspreidde zich snel.
In 1711 werd Vila Rica de Ouro Prêto gesticht en in 1721 werd de stad hoofdstad van Minas Gerais. De grote rijkdom bracht vele artiesten naar de stad, die de vele barokke kerken bouwden. Ouro Preto telde in haar hoogtijdagen in het midden van de 18e eeuw circa 110.000 inwoners, vooral slaven. Ter vergelijking, in die tijd had New York 50.000 en Rio de Janeiro 20.000 inwoners.
In theorie werd al het goud naar casas de intendéncia (weegpunten) gebracht. Daar werd het goud omgevormd tot goudstaven en werd de Quinto do ouro, een koninklijke 20% belasting op de goudvondsten, geïnd. Toen de goudvondsten verminderden, hadden de goudzoekers het steeds moeilijker om deze belasting te betalen. Dit leidde in 1789 in de nasleep van de Franse Revolutie tot een opstand tegen de Portugese koning, de zogenaamde Inconfidência Mineira. De samenzwering werd al vroeg ontdekt en de leiders werden gevangengenomen. De bekendste leider Tiradentes werd na drie jaar gevangenis in Rio de Janeiro terechtgesteld en gevierendeeld. Als afschrikwekkend voorbeeld werd zijn hoofd tentoongesteld op het centrale plein van Ouro Preto.
De stad werd aan zijn lot overgelaten in 1897, toen het makkelijker bereikbare Belo Horizonte de nieuwe hoofdstad werd van de deelstaat. Dankzij deze beslissing behield de stad zijn koloniale sfeer, die tegenwoordig zoveel toeristen aanspreekt.

## Toerisme
Door de koloniale sfeer is Ouro Preto de bekendste bestemming van de oude koloniale mijndorpen, zoals Mariana, Ouro Branco en Tiradentes.
Op de steile hellingen van de stad, bedekt met kasseistenen, staan verschillende pareltjes uit de baroktijd. Voorbeelden hiervan zijn de Kerk van Sint Franciscus van Assisi, de Onze-Lieve-Vrouw van Carmo-kerk, de Onze-Lieve-Vrouw van Pilar-kerk. Veel van die kerken zijn overdadig versierd, met houtsnijwerk van Aleijadinho en overdadig gebruik van edele metalen. In de inrichting van de Onze-Lieve-Vrouw van Pilar-kerk (de tweede meest versierde kerk in Brazilië na de Sint-Fransciscuskerk in Salvador da Bahia) is 434 kg goud verwerkt.

## Legende
De legende van Chico Rei gaat als volgt:
Chico-Rei was een Afrikaanse stamoudste. Begin 18e eeuw, in het begin van de goudkoorts, werd de volledige stam gevangengenomen in West-Afrika en naar Brazilië verscheept waar ze verkocht werden als slaaf. De koning, Chico-Rei, werkte als ploegbaas van de slaven in de mijn. Door het doorwerken op zon- en feestdagen, kocht hij zichzelf uiteindelijk vrij van zijn meester. Vervolgens kocht hij de vrijheid van zijn zoon Osmar en samen kochten ze de vrijheid van de hele stam.
Toen de volledige stam vrijgekocht was, kochten ze samen de fabelachtig rijke Encardadeira-goudmijn en nam Chico-Rei zijn koninklijke functies weer op. Chico-Rei hield hof in Ouro Preto waarbij Afrikaanse feestdagen gevierd werden en traditionele klederdracht gedragen werd. Toen het nieuws de Portugese koning bereikte, verbood deze onmiddellijk het vrijkopen van slaven. Chico-Rei is tegenwoordig een volksheld onder de Braziliaanse zwarten.
Historisch centrum van Ouro Preto ·
Historisch centrum van Olinda ·
Jezuïetenmissies van de Guaraní (São Miguel das Missões) ·
Historisch centrum van Salvador da Bahia ·
Heiligdom van Bom Jesus do Congonhas ·
Nationaal park Iguaçu ·
Brasilia ·
Nationaal park Serra da Capivara ·
Historisch centrum van São Luís ·
Zuidoostelijke Atlantische woudreservaten ·
Woudreservaten van de Costa do Descobrimento ·
Historisch centrum van Diamantina ·
Beschermd Centraal-Amazonegebied ·
Pantanal ·
Braziliaanse Atlantische eilanden: Fernando de Noronha en Atol das Rocas ·
Beschermde gebieden van de cerrado: Nationaal park Chapada dos Veadeiros en Nationaal park Emas ·
Historisch centrum van Goiás ·
São Franciscoplein in de stad São Cristóvão ·
Rio de Janeiro: Cariocalandschappen tussen de bergen en de zee ·
Modern ensemble van Pampulha ·
Archeologische site van de Valongokaai ·
Paraty en Ilha Grande - cultuur en biodiversiteit ·
Sítio Roberto Burle Marx ·
Nationaal park Lençóis Maranhenses